# Jaroslav Hainz
Jaroslav Hainz (* 17. September 1883 in Prag; † 1914–1918 im Ersten Weltkrieg in Russland) war ein böhmischer Tennisspieler.

## Biografie
Hainz nahm 1912 am Tenniswettbewerb der Olympischen Sommerspiele in Stockholm teil. Einzig im Hallen-Einzel ging er an den Start und unterlag dort zum Auftakt dem Schweden Carl Kempe in vier Sätzen. Der in Prag geborene Hainz stand zudem 1909 im Finale des Budapest International, wo er Ladislav Žemla unterlag.
Hainz starb während des Ersten Weltkriegs in Russland. Der genaue Zeitpunkt sowie Details sind nicht weiter bekannt. Zu seinen Ehren wurde 1921 in Prag ein Turnier nach ihm benannt.